# Pompeiu Hărășteanu
Pompeiu Hărășteanu (n. 14 septembrie 1935, Gheorgheni, Harghita, România – d. 5 octombrie 2016) a fost un bas de operă / basso profondo⁠(d) român.

## Biografie
Hărășteanu a absolvit studii la Conservatorul „Ciprian Porumbescu” din București. A cântat ca solist la Opera din Bonn între 1968 și 1972, iar apoi ca solist al Operei Naționale din București din 1972. A devenit cunoscut pentru vocea sa joasă și puternică și pentru rolurile interpretate în spectacolele de operă precum Osmin din Răpirea din serai de Mozart și Sarastro din Flautul fermecat.
A interpretat zeci de roluri în peste 8000 de spectacole de operă puse în scenă în România și în străinătate, a fost prim-solist al Operei Naționale din București și director al Operei Naționale din București în perioada 1994–1997.

## Distincții
- Medalia Muncii „pentru merite deosebite în opera de construire a socialismului, cu prilejul celei de a XX-a aniversări a eliberării patriei” (1964)[4]
- Ordinul național „Pentru Merit” în grad de Cavaler „pentru crearea și transmiterea cu talent și dăruire a unor opere literare semnificative pentru civilizația românească și universală, cu ocazia Zilei Naționale a României” (2002)[5]